# Hammersmith Bridge

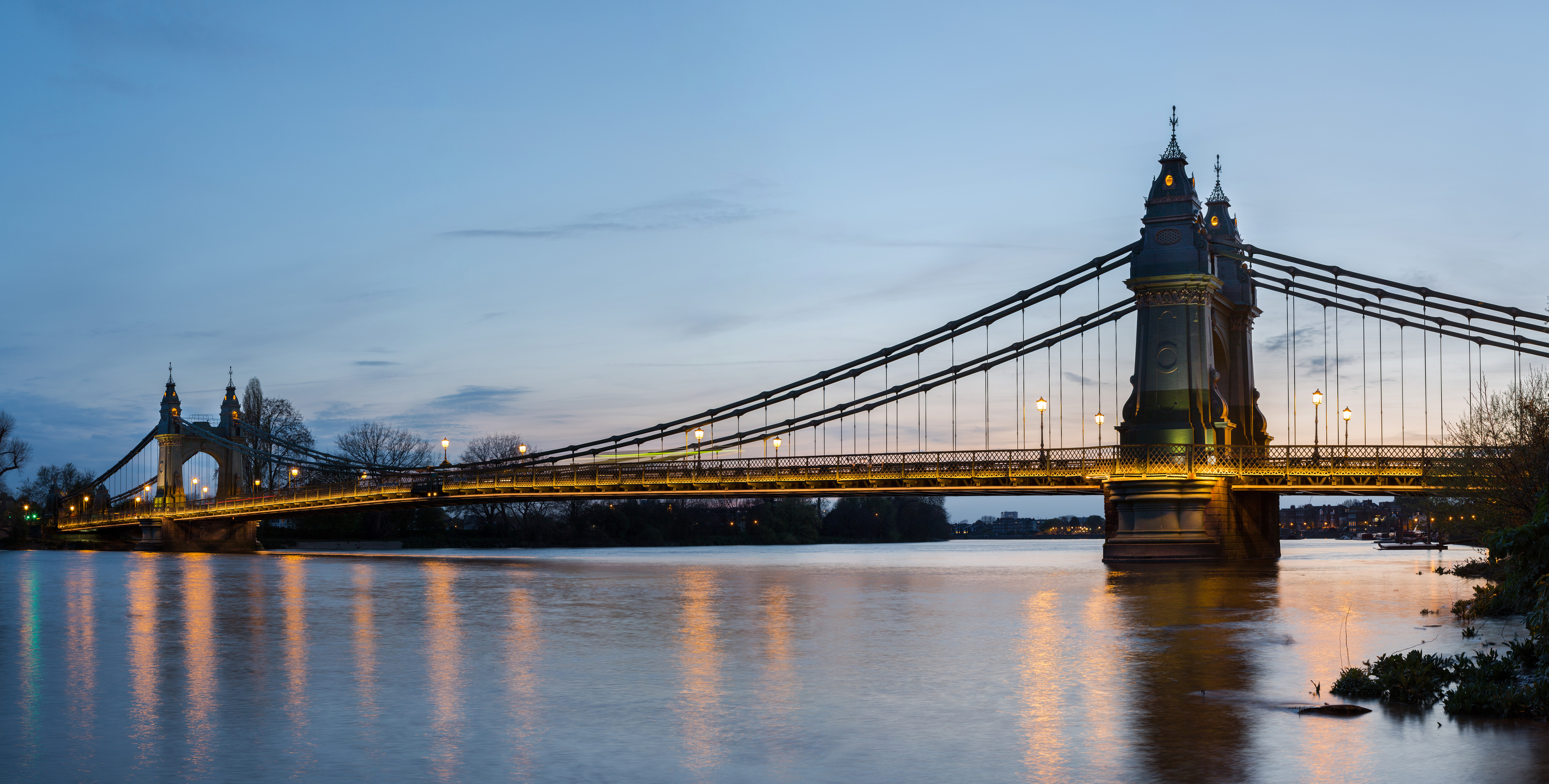
Hammersmith Bridge

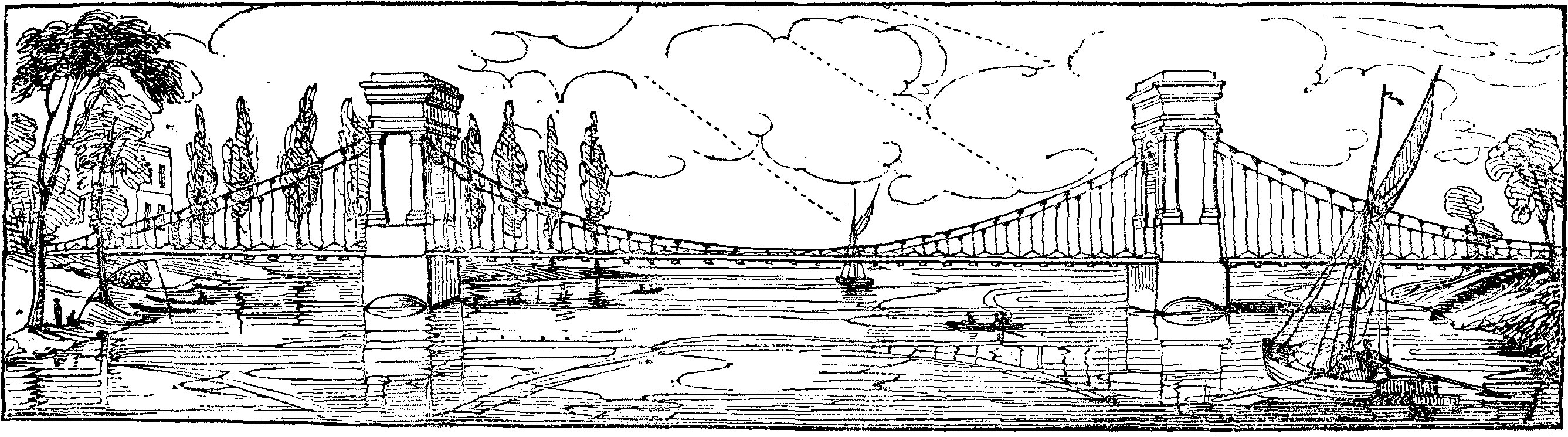
De brug in 1827

De Hammersmith Bridge is een wegbrug over de Theems in Londen. Zij verbindt Hammersmith in het stadsdistrict Hammersmith and Fulham op de noordoever, met Barnes in het stadsdistrict Richmond upon Thames op de zuidoever. Deze smeedijzeren hangbrug in de hoofdweg A306, is 213,36 m lang en 13,11 m breed. De huidige brug is de tweede op deze plaats.
De brug is, gezien de slechte staat waarin deze verkeert, voor de veiligheid sinds 2019 gesloten voor motorrijtuigen, tot minstens 2027, en sinds 2020 ook voor voetgangers en fietsers. Probleem is dat het onderhoud geacht wordt een taak te zijn van de borough Hammersmith and Fulham. maar dat dit voor dit borough relatief duur is.

## Geschiedenis
In 1824 kondigde het parlement een wet af die de bouw mogelijk maakte. William Tierney Clark ontwierp de allereerste hangbrug over de Theems. De werken werden in 1825 aangevat en voltooid in 1827. Oorspronkelijk was het een tolbrug: aan beide zijden waren tolhuisjes aanwezig. Reeds in de jaren 1870 werden er plannen voor een nieuwe brug gemaakt omdat de toenmalige brug het steeds toenemende verkeer niet meer aankon.
De bouw van de tweede brug begon in 1884. Tijdens de werken werd er een parallelle tijdelijke brug gebruikt. De nieuwe, door Joseph Bazalgette ontworpen brug rust op de fundamenten van de eerste brug. Op 11 juni 1887 werd de brug ingehuldigd door de Prins van Wales, de latere koning Eduard VII. De kostprijs bedroeg £82.117.
De brug was driemaal het doelwit van een bomaanslag door de IRA of zijn splintergroepen. In 1939 mislukte de aanslag omdat een voorbijganger de aktetas met de bom opmerkte en ze in de rivier gooide. De aanslag van 1996 met semtex mislukte door dat de ontsteking niet werkte. De bom van 1 juni 2000 daarentegen richtte grote materiële schade aan.
Van februari 1997 tot juli 1998 was de brug afgesloten wegens dringende herstellingswerken. Daarna werd een maximumgewicht van 7,5 ton ingesteld.